# The Congo and Other Poems
The Congo and Other Poems – tom wierszy amerykańskiego poety Vachela Lindsaya, opublikowany w 1914 przez The MacMillan Company, ze wstępem Harriet Monroe. Tomik dzieli się na pięć sekcji. Pierwsza z nich, Poems intended to be Read Aloud, etc., zawiera tytułowy poemat The Congo. Utwór ten jest niekiedy nazywany najsławniejszym dziełem poety.
Poemat Kongo przełożył na język polski Robert Stiller.